# Cylindrocolaniella
Cylindrocolaniella es un género de foraminífero bentónico de la familia Colaniellidae, de la superfamilia Colanielloidea, del suborden Fusulinina y del orden Fusulinida. Su especie tipo es Wanganella ussuriensis. Su rango cronoestratigráfico abarcaba el Lopingiense (Pérmico superior).

## Clasificación
Cylindrocolaniella incluye a las siguientes especies:
- Cylindrocolaniella camelliae
- Cylindrocolaniella elegans
- Cylindrocolaniella lageniformis
- Cylindrocolaniella parva
- Cylindrocolaniella peruviana
- Cylindrocolaniella ussuriensis
- Cylindrocolaniella vitivola